# Małoje Szemiakino
Małoje Szemiakino (ros. Малое Шемякино) – wieś (sieło) w Rosji, w Tatarstanie, w rejonie tietiuskim. W 2010 liczyła 317 mieszkańców.